# Chewra Kadischa

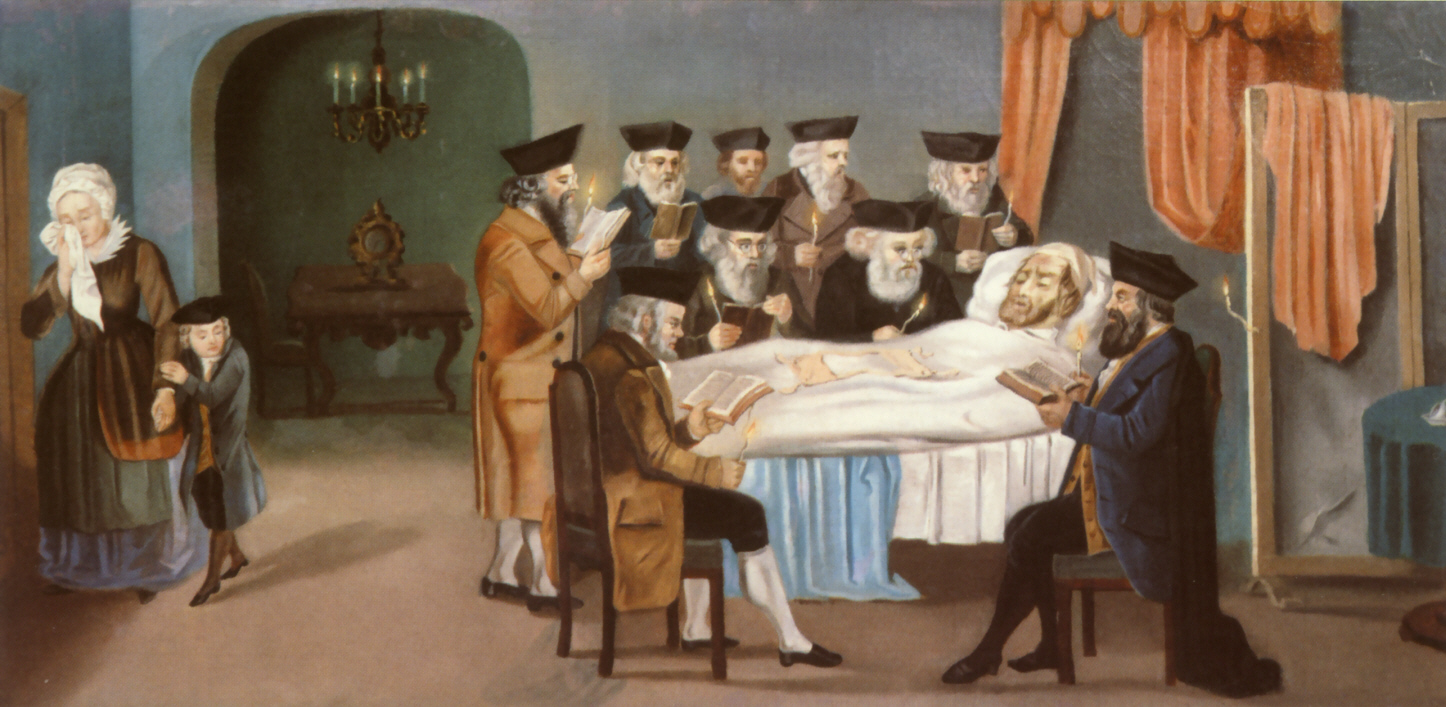
Die Chewra Kadischa am Lager des Sterbenden (1772), Jüdisches Museum, Prag

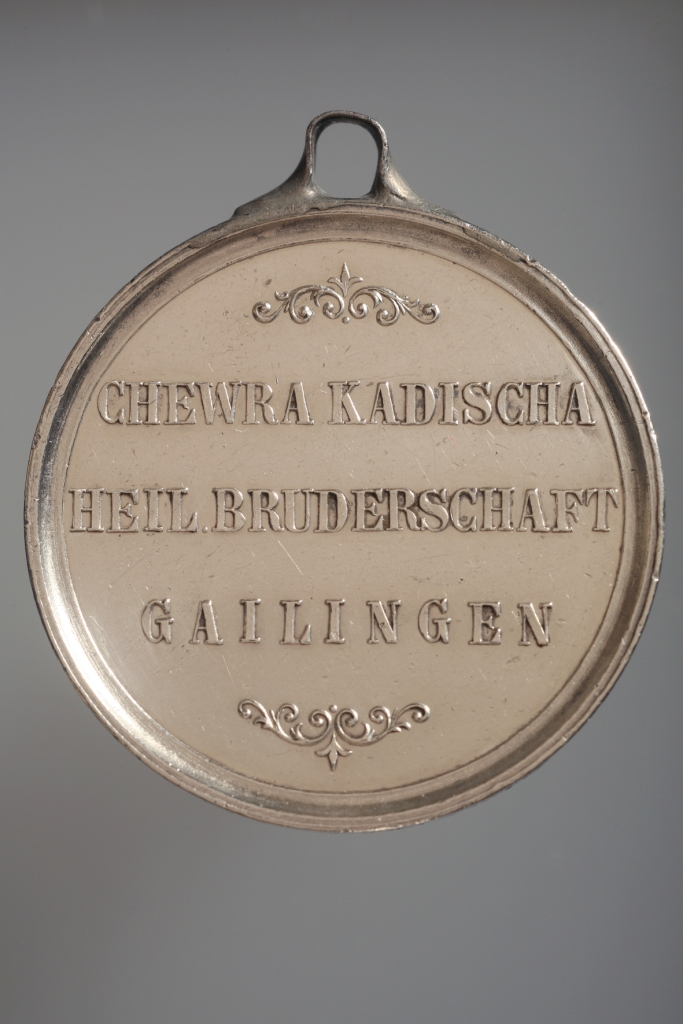
Silbermedaille zur Feier des 200-jährigen Jubiläums der Chewra Kadischa von Gailingen, 16. Dezember 1876. In der Sammlung des Jüdischen Museums der Schweiz.

Chewra Kadischa (aramäisch חֶבְרָא קַדִּישָׁא Chevrā Qaddīschā, deutsch ‚heilige Bruderschaft‘ oder ‚heilige Gesellschaft‘) oder Beerdigungsbruderschaft nennt man die seit der frühen Neuzeit in jüdischen Gemeinden bestehenden Beerdigungsgesellschaften, die sich der rituellen Bestattung Verstorbener widmen.
Die Mitglieder der Chewra Kadischa üben ihre Tätigkeit ehrenamtlich aus, die Gesellschaften werden durch Spenden finanziert.

## Geschichte
Ob die Chewra Kadischa, die sich ausschließlich den Bedürfnissen der Sterbenden und Verstorbenen widmet, auf alte jüdische Traditionen zurückgeht oder von Einrichtungen der christlichen Zünfte beeinflusst entstand, ist umstritten. Ihr Ursprung wird im mittelalterlichen Spanien vermutet. Nach der Vertreibung der Juden aus Spanien 1492 gelangte sie über Italien nach Mitteleuropa. Von Prag, wo sie 1564 verbürgt ist, nahm sie ihren Weg nach Deutschland, wo im 16. und 17. Jahrhundert zahlreiche Gründungen von Beerdigungsgesellschaften belegt sind, so etwa 1597 in Frankfurt, 1609 in Worms, 1662 in Mainz, 1670 in Hamburg oder 1703 Königsberg (Preußen).
Im Jahr 1763 wurde die Wiener Chewra Kadischa gegründet. Dieses Ereignis fand trotz der restriktiven Gesetze Maria Theresias für Juden statt und markiert nach der zweiten Vertreibung der Juden aus Österreich durch Leopold I. den Beginn einer neuen Ära jüdischen Lebens in Wien.
Die Gesellschaften, die als Bruderschaften organisiert waren und nur Männer aufnahmen, erfüllten eine wichtige soziale Funktion innerhalb der jüdischen Gemeinden. Um die Bedürfnisse sterbender Frauen kümmerten sich von den Bruderschaften ernannte Frauen, in einigen Gemeinden, beispielsweise in Berlin und Frankfurt, gründeten Frauen ihre eigenen Gesellschaften.
Der Aufgabenbereich der Beerdigungsgesellschaften weitete sich später auf andere Wohltätigkeitsbereiche aus, im 18. Jahrhundert begannen sie sich um Kranke, besonders Schwerkranke, die sie auf den Tod vorbereiteten, zu kümmern.

## Aufgaben
Zu den wichtigsten Tätigkeiten der Chewra Kadischa gehört der Krankenbesuch und das Gebet am Lager des Sterbenden. Dabei sorgen sie dafür, dass zehn jüdische Männer anwesend sind (Minjan), die dem Sterbenden das Glaubensbekenntnis (Schma Jisrael) vorsprechen. Gleichzeitig werden auch die Angehörigen unterstützt und getröstet. Nachdem der Tod eingetreten ist, wird der Leichnam mit einem Linnen bedeckt und auf den Boden gelegt. Neben dem Kopf des Toten werden Kerzen entzündet. Dann wird auf dem Friedhof alles für die Beerdigung vorbereitet, das Grab ausgehoben, der Sarg bereitgestellt und das Totengewand hergerichtet. Der Leichnam wird zum Friedhof gebracht und dort im Bet Tahara, dem Haus der Reinigung, gewaschen und den rituellen Bestimmungen nach gereinigt (warmes Wasser, Beimischung eines Eies als Symbol des Lebens, begleitende Gebete). Nachdem die Leiche mit Wein besprengt wurde, erfolgt die Bekleidung mit den Grabgewändern aus weißem Linnen (Tachrichin), bestehend aus einem Hemd, einer Unterhose, einem Kittel mit Halskrause und Gürtel, Strümpfen und einer Haube. Der Leichnam wird in einen einfachen und schmucklosen Sarg gebettet und mit seinem Tallit bedeckt, dem man die Quasten entfernt hat, da diese den Lebenden an seine Verpflichtungen erinnern sollen, nun aber gegenstandslos geworden sind. Dem Sarg kann auch ein Säckchen mit Erde aus dem gelobten Land beigegeben werden. Das Totengeleit und die Teilnahme am Begräbnis gelten als Mizwa, also als wesentliche religiöse Verpflichtung. Beim Trauerzug geht ein Würdenträger der Chewra Kadischa voran, um Spenden einzusammeln, dann folgen die Angehörigen, der Sarg selbst und dahinter der Vorstand der Beerdigungsbruderschaft und der Rabbiner, zuletzt die übrigen Trauergäste und am Schluss die Frauen. Eine Trauerrede des Rabbiners kann, muss aber nicht erfolgen. Die Mitglieder der Chewra senken den Sarg ins Grab hinab und werfen einen Grabhügel auf. Die Bestattung sollte so rasch als möglich erfolgen, wenn es geht, noch am Sterbetag. Nach dem Ende des Begräbnisses waschen sich die Teilnehmer an einem Brunnen die Hände, da der Leichnam als unrein gilt. Eine weitere Aufgabe der Chewra Kadischa ist der Besuch der Hinterbliebenen während der siebentägigen Trauerzeit.
Die Chewra Kadischa ist eine wichtige Institution innerhalb der jüdischen Gemeinde. Die Teilnahme an ihr wird von den angesehensten Männern wahrgenommen und gilt als religiös sehr verdienstlich. Generell liegen alle zeitlichen Planungen, die mit Bestattung und Friedhof zusammenhängen, in ihren Händen. Analog zu den Bruderschaften gibt es auch Vereinigungen für die Frauen, so haben manche jüdischen Gemeinden eine Frauenchewra, welche die Krankenwache bei Frauen übernimmt, bei Todesfällen die Familien unterstützt und die Trauernden auf dem Friedhof begleitet. So kam in Würzburg, wo 1835 eine Chewra Kadischa gegründet worden war, als weibliches Pendant 1845 der Israelitische weibliche Kranken-Unterstützungs-Verein hinzu.
Eine bekannte Organisation war die Prager Beerdigungsbruderschaft (Chewra kadischa de-gomle chasadim).